# Pterolophia rubricornis
Pterolophia rubricornis är en skalbaggsart som beskrevs av J. Linsley Gressitt 1951. Pterolophia rubricornis ingår i släktet Pterolophia och familjen långhorningar. Inga underarter finns listade i Catalogue of Life.